# Marijašević
Obitelj Marijašević potječe iz Novog Vinodolskog. Prva potvrda plemstva nalazi se u povelji iz 1480. godine kralja Matije Korvina.
Grad je Novi nakon smrti kneza Martina Frankopan prešao u vlasništvo kralja (od 1477. do 1481.), a poveljom koju su zatražile zbog ugnjetavanja sedmerim su se plemićkim obiteljima jamčila prava slobodnih građana i određivala dužnost kraljevskih strijelaca po jedan mjesec godišnje.
Plemstvo je potvrdio kralj Leopold I. 12. rujna 1672. godine. Sljedeća je potvrda iz 1686. godine, a izdao ju je komesar Simonis de Thomasus. Plemstvo je povrdio hrvatski sabor 1751. godine, a postoji i zapis o potvrdi plemstva carice Marije Terezije prema Siebmacher S.399 TAF 297.